# Amberla gård
Amberla gård (finska: Amberlan kartano) är en herrgård i Vemo i Finland. Gården som ligger i Egentliga Finland bildades år 1758 men den nuvarande huvudbyggnaden var byggt år 1922. Den före detta huvudbyggnaden byggdes 1838 men den revs under 1950-talet och 1970-talet. Amberla gård är uppkallad efter släkten Amberla som har ägt gården i många år.
Amberla gårds huvudbyggnad i två våningar färdigställdes år 1924 enligt arkitekten Erkki Väänänens ritningar.